# بی‌لذتی
بی‌لذتی (به انگلیسی: Anhedonia) به معنی نقص در عملکرد هدونیک (مرتبط با درک احساسات خوشایند یا ناخوشایند)، کاهش انگیزه، یا عدم توانایی درک لذت است. در حالی که تعاریف اولیه بی‌لذتی بر عدم توانایی لذت بردن تأکید می‌کند، اما محققان برای اشاره به کاهش انگیزش و لذت‌های انگیزشی (تمایل)، کاهش و فقدان میل و لذت جنسی و همچنین کاهش در توانایی یادگیری مؤثر از آن استفاده می‌کنند. بی‌لذتی در طبقه‌بندی رفتارهای ناهنجار روانی، بخشی از اختلال افسردگی عمده، اختلالات مربوط به مواد، اختلالات روانی و اختلالات شخصیتی محسوب می‌شود که در آن افراد توانایی کمتری برای لذت بردن دارند.
دو نوع اصلی این اختلال عبارت است از: بی‌لذتی اجتماعی و بی‌لذتی فیزیکی. بی‌لذتی اجتماعی بیانگر بی‌علاقگی فرد در برقراری روابط اجتماعی و احساس عدم رضایت در قرار گرفتن در موقعیت‌های اجتماعی است. بی‌لذتی فیزیکی به ناتوانی فرد مبتلا به ضعف در لمس لذات فیزیکی مانند خوردن، لمس کردن یا سکس اشاره دارد.

## علل ابتلا
اگر فرد دارای سابقه خانوادگی افسردگی و روان‌گسیختگی شدید باشد، احتمال افزایش ریسک ابتلا به بی‌لذتی وجود دارد. همچنین احتمال ابتلا مبتلایان به پارکینسون به بی‌لذتی بین ۷٪ -۴۵٪ گزارش شده‌است. علاوه بر این ممکن است این اختلال به دلیل استفاده مکرر از مواد روان‌گردان یا داشتن استرس یا اضطراب زیاد، رخ دهد. دیگر عوامل تأثیرگذار در افزایش خطر ابتلا عبارت اند از: استفاده مکرر از داروهای ضد افسردگی و داروهای ضدروان‌پریشی، مورد سوءاستفاده جنسی واقع شدن، نادیده انگاشته شدن، رخداد حادثه ترسناک یا استرس‌زا و ابتلا به بیماری که منجر به تغییر کیفیت زندگی شود. علاوه بر این، مطالعات نشان می‌دهد که زنان بیشتر در معرض خطر ابتلا به این اختلال هستند.

## وقوع

### اختلال افسردگی عمده
بی‌لذتی در حدود ۷۰٪ از افراد مبتلا به اختلال افسردگی عمده رخ می‌دهد. بی‌لذتی یک نشانهٔ اصلی از نشانه‌های اختلال افسردگی عمده است و افرادی که این حالت را تجربه می‌کنند حتی در غیاب سایر علائم افسردگی می‌توانند با افسردگی تشخیص داده شوند. طبق راهنمای تشخیصی و آماری اختلال‌های روانی (DSM)، بی‌لذتی «نبود علاقه یا لذت» را توصیف می‌کند، اما تشخیص این‌که افراد تمایل کمتری به چیزهایی دارند که باعث خوشحالی آن‌ها نمی‌شود، دشوار است. افرادی که از بی‌لذتی مرتبط با افسردگی رنج می‌برند معمولاً در آغاز روز تمایل به خودکشی دارند اما با فرارسیدن شب و نزدیک شدن به وقت خواب این میل در آنها فروکش می‌کند، چون خواب شبیه به مرگ است و تنها راه فرار از احساسات منفی برای آنها قلمداد می‌شود.

### اختلالات مرتبط با مواد
بی‌لذتی در افرادی که به انواع مختلفی از مواد مخدر، از جمله الکل، مشتقات تریاک و نیکوتین وابسته هستند شایع است. اگرچه بی‌لذتی در طول زمان پیشرفت قابل توجهی از خود نشان نمی‌دهد، اما این علامت قابل توجهی از عود بیماری است.

## فقدان لذت جنسی
از دست دادن یا بی‌میلی جنسی، یکی از نشانه‌های شایع بی‌لذتی فیزیکی است. اختلال تمایل جنسی یا اختلال جنسی، اختلالی بالینی است که با «فقدان» یا نبود هیچ تمایلی برای تعامل جنسی مشخص می‌شود. همچنین فقدان لذت جنسی در مردان به عنوان «انزال بدون لذت» شناخته می‌شود. این وضعیت به این معنی است که مرد بدون هیچ‌گونه لذت جنسی به انزال برسد.
این وضعیت اغلب در مردان رخ می‌دهد، اما ناتوانایی در درک لذت جنسی در زنان هم رخ می‌دهد حتی زمانی که جسم آنها از نظر فیزیولوژیکی ارگاسم را تجربه می‌کند.
فقدان لذت جنسی ممکن است ناشی از عوامل زیر باشد:
- هایپرپرولاکتینمی
- اختلال میل جنسی خفیف (HSDD) یا مهار میل جنسی
- سطح پایین هورمون تستوسترون
- آسیب نخاعی
- اسکلروز متعدد
- استفاده از SSRI داروهای ضد افسردگی[۱۲]
- استفاده یا سابقه استفاده از داروهای دیابت نوع دوم[۱۳][۱۴]
- خستگی
- بیماری جسمی

به ندرت می‌توان از طریق آزمایش عصبی و تست‌های خون به دلایل تأثیرگذار در ایجاد اختلال فقدان لذت جنسی دست یافت.
برای کمک به بیمارانی از این دست ممکن است بوپروپیون تجویز شود، شواهد نشان می‌دهد این دارو برای از بین بردن اختلال عملکرد جنسی، حتی در بیمارانی که سایر علایم افسردگی را ندارند مؤثر است.

## بی‌لذتی اجتماعی
همان‌طور که قبلاً اشاره شد بی‌لذتی اجتماعی یک ویژگی شخصیتی است که با کاهش تمایل به وابستگی‌های اجتماعی و کاهش لذت ناشی از تعاملات بین فردی مشخص می‌شود.

### علائم و نشانه‌ها
- کاهش توانایی درک و تجربه لذت‌های فردی
- انزوای اجتماعی
- داشتن احساسات منفی نسبت به خود و دیگران
- نداشتن دوستان نزدیک و صمیمی، کاهش روابط و افت کیفیت روابط
- ضعف سازگاری اجتماعی
- مشکلات جسمی مداوم، مثل مریض بودن دائمی
- کاهش واکنش‌پذیری هیجانی
- خلق و خوی افسرده
- حالت مربوط به اضطراب[۱۷][۱۸]

### درمان
هیچ نوع درمان معتبری برای بی‌لذتی اجتماعی شناخته نشده‌است. تحقیقات آینده باید بر عوامل ژنتیکی و محیطی تمرکز داشته‌باشد، تا مناطق ویژه‌ای از مغز و انتقال‌دهنده‌های عصبی که ممکن است در ابتلا به بی‌لذتی اثرگذار باشند، با دارو یا درمان‌های رفتاری مورد هدف قرار گیرد. یافته‌ها تا سال ۲۰۱۱ نشانگر این است که شمار بیشتری از حمایت‌های اجتماعی و همچنین یک شبکه بزرگ پشتیبانی اجتماعی، نشانه‌های اسکیزوفرنی را کاهش، و همچنین عملکرد کلی در گروه اجتماعی بی‌لذتی را بهبود می‌بخشد. تا کنون، هیچ دارویی برای درمان تخصصی بی‌لذتی ساخته نشده‌است.